# 1220
1220 (MCCXX) a fost un an obișnuit al calendarului iulian.

## Evenimente
- 26 aprilie: Prin Confoederatio cum principibus ecclesiasticis, emisă la Frankfurt pe Main, Frederic al II-lea de Hohenstaufen acordă largi privilegii principilor ecleziastici din Germania.
- 8 august: Bătălia de la Lihula: estonienii resping o invazie a suedezilor.

### Nedatate
- februarie-martie: Mongolii invadează Califatul abbasid; Buhara și Samarkand sunt cucerite și distruse.
- mai: Sfântul Francisc din Assisi renunță la conducerea Ordinului franciscanilor.
- Al-Kamil construiește o flotă, nu departe de Alexandria, cu ajutorul căreia, în largul insulei Cipru, distruge flota de transport a cruciaților pătrunși în Egipt;
- Catalanii cuceresc Tarragona.

- Conducătorul ayyubid reînnoiește oferta de pace, însă legatul papal Pelagius, mizând pe sosirea împăratului Frederic al II-lea, o refuză.
- Dinastia Hohenstaufen își stabilește reședința din Sicilia la Palermo.
- Dordrecht primește drepturile cetățenești, devenind cel mai vechi oraș din Olanda.

- Ducele Conrad de Mazovia îi alungă pe păgânii din Prusia.
- Hanatul Kara-Khitan este distrus de cavaleria lui Ginghis Han.
- Ljubljana dobândește drepturile cetățenești.
- Ordinul dominicanilor este aprobat de papa Honoriu al III-lea.
- Sfântul Benedict de Nursia este canonizat de Biserica catolică.
- Sosirea franciscanilor în Grecia.
- Thomas, dominican englez, este numit episcop al Finlandei; apariția creștinismului în acest teritoriu.
- Ținuturile islamice din Asia centrală sunt supuse de mongolii lui Ginghis Han, care conduce un imperiu ce se întinde din China până la Marea Caspică.

## Arte, științe, literatură și filozofie
- Începe construirea catedralei din Salisbury, Anglia.
- Începe construirea minaretului Qutb Minar la Delhi, înalt de 73 metri.
- Se încheie reconstruirea catedralei din Chartres, Franța, distrusă de un incendiu în 1194.
- Snorri Sturluson scrie Saga Sfântului Olaf.

## Nașteri
- 30 mai: Alexandru Nevski, viitor mare cneaz de Novgorod și Vladimir (d. 1263)
- Adam de Givency, scriitor francez (d. 1270)
- Brunetto Latini, scriitor italian (d. ?)
- Przemysl I, viitor conducător al Poloniei (d. 1257)

## Decese
- 17 februarie: Theobald I, 28 ani, duce de Lorena (n. 1191)
- 15 aprilie: Adolf de Atena, arhiepiscop de Köln (n. ?)
- Farid al-Din al-Attar, 77 ani, mistic și poet persan (n. 1142)
- Mihail Choniates, 79 ani, scriitor și cleric bizantin (n. 1140)
- Saxo Grammaticus, 69 ani, istoric danez (n. 1150)

## Înscăunări
- 22 noiembrie: Frederic al II-lea de Hohenstaufen, ca împărat; încoronat de papa Honoriu al III-lea (1220-1250)
- Dounama Dibalami, rege al statului Kanem-Bornu.